# Google Об'єктив
Google Об'єктив (англ. Google Lens) — технологія розпізнавання зображень, розроблена Google, покликана збирати відповідну інформацію, що стосується об'єктів, які вона ідентифікує за допомогою візуального аналізу на основі нейронної мережі. Вперше оголошена під час Google I/O 2017, спочатку вона була представлена як окремий застосунок, а потім інтегрована у стандартну програму камери Android.

## Особливості
Направляючи камеру телефону на об'єкт, Google Об'єктив намагатиметься ідентифікувати об'єкт, читаючи штрих-коди, QR-коди, мітки та текст, а також показувати відповідні результати пошуку, вебсторінки та інформацію. Наприклад, при вказівці камери пристрою на мітку Wi-Fi, що містить ім'я мережі та пароль, він автоматично підключиться до сканованого джерела Wi-Fi. Об'єктив також інтегрований із програмами Google Фото та Google Assistant. Також була схожа послуга Google Goggles — попередній додаток, який функціонував аналогічно, але з меншими можливостями. Об'єктив використовує більш просунутий режим глибокого навчання для розширення можливостей виявлення, подібні до інших додатків, таких як Bixby Vision (для пристроїв Samsung, випущених після 2016 року) та набору інструментів аналізу зображень (доступний в Google Play); Під час I/O 2019 року Google оголосив про чотири нові функції. Програмне забезпечення зможе розпізнавати та рекомендувати пункти в меню. Він матиме можливість також розраховувати чайові та розділяти рахунки, показувати, як готувати страви за рецептом, і може використовувати текстове мовлення.

## Доступність
Google офіційно запустив Google Об'єктив 4 жовтня 2017 року, попередньо встановивши його в Google Pixel 2. У листопаді 2017 року функція почала впроваджуватися в Google Асистент для телефонів Pixel та Pixel 2. Попередній перегляд Об'єктива також був вбудований у додаток Google Фото для телефонів Pixel. 5 березня 2018 року компанія Google офіційно випустила Google Об'єктив в Google Фото на телефонах, які не відносяться до Pixel. Підтримка об'єктива у версії Google Фото для iOS була зроблена 15 березня 2018 року. Починаючи з травня 2018 року, об'єктив Google став доступним у програмі Google Асистент на пристроях OnePlus, а також був інтегрований у додатки для камер різних телефонів Android. У червні 2018 року в Google Play став доступний окремий додаток Google Об'єктив. Підтримка пристроїв обмежена, хоча незрозуміло, які пристрої не підтримуються і чому. Для його роботи потрібен Android Marshmallow (6.0) або новіший. 10 грудня 2018 року Google застосував функцію візуального пошуку Об'єктива до програми Google для iOS. На початку 2022 року Google Об'єктив замінила пошук зображень Google у Google Chrome а пізніше офіційно випустила його як вебзастосунок.